# 高公庄乡
高公庄乡，是中华人民共和国河北省邢台市威县下辖的一个乡镇级行政单位。

## 行政区划
高公庄乡下辖以下地区：
西高公庄村、东高公庄村、中高公庄村、前高公庄村、小张山村、李家屯村、河岔股村、东赵庄村、河里庄村、吴宋庄村、大宋庄村、前张庄村、后张庄村、后苏庄村、经镇村、小赵庄村、郭家村、大赵庄村、草楼村、前苏庄村、小李庄村、北孙家庄村、大李庄村、北蒋家庄村、东鱼台村、西鱼台村、东现庄村、东平村、西平村和宋安村。